# Stalne (Stalne), Djankoi
Stalne (în ucraineană Стальне) este localitatea de reședință a comunei Stalne din raionul Djankoi, Republica Autonomă Crimeea, Ucraina.

## Demografie
Componența lingvistică a localității Stalne
     Rusă (61,64%)
     Ucraineană (21,36%)
     Tătară crimeeană (16,31%)
Conform recensământului din 2001, majoritatea populației localității Stalne era vorbitoare de rusă (61,64%), existând în minoritate și vorbitori de ucraineană (21,36%) și tătară crimeeană (16,31%).